# S. D. Lee House

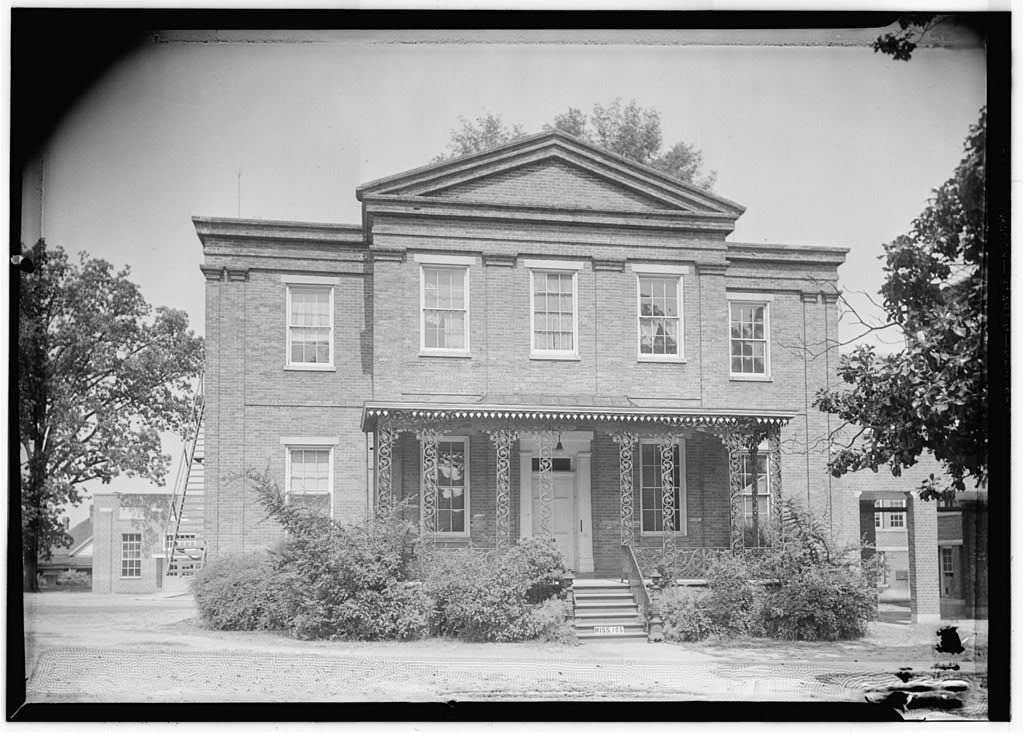
S. D. Lee House, 1936

Das S. D. Lee House (auch als Blewett-Harrison-Lee House bezeichnet) ist ein historisches Haus in Columbus, im Lowndes County, im US-Bundesstaat Mississippi, in den Vereinigten Staaten. Es befindet sich auf Nummer 314 der 7th Street North.
Das Haus war der Wohnsitz von Stephen Dill Lee, einem Politiker und General der konföderierten Armee im Sezessionskrieg.
Das georgianische Gebäude wurde um 1847 fertiggestellt und besaß laut dem National Register of Historic Places von 1825 bis 1849 eine historische Relevanz.
Das Blewett-Harrison-Lee House wurde am 6. Mai 1971 vom National Register of Historic Places unter der Nummer 71000456 als historisches Denkmal aufgenommen.